# Домоткань (село)
Домотка́нь — село в Україні, у Кам'янському районі Дніпропетровської області. Населення за переписом 2001 року складало 316 осіб. Входить до складу Верхньодніпровської міської громади.

## Географія
Село Домоткань знаходиться на правому березі Кам'янського водосховища, вище за течією примикає село Правобережне, нижче за течією на відстані 3 км місце впадання річки Домоткань. Поруч проходить автомобільна дорога Н08.

## Історія
У 1754-59 й 1761-64 входило до складу Новослобідського козацького полку.
За даними на 1859 рік у казенному селі Верхньодніпровського повіту Катеринославської губернії існувало 157 дворів, у яких мешкало 1727 осіб (867 чоловічої статі та 860 — жіночої), існувала православна церква, відбувалось 2 ярмарки на рік.
Станом на 1886 рік у селі Пушкарівської волості Верхньодніпровського повіту Катеринославської губернії мешкало 1193 особи, налічувалось 217 дворових господарств, існували православна церква, відбувалось 2 ярмарки на рік.
За переписом 1897 року кількість мешканців зросла до 1939 осіб (950 чоловічої статі та 989 — жіночої), з яких 1931 — православної віри.
1908 року населення колишнього державного села зросло до 3045 осіб (2610 чоловік та 345 — жінок), налічувалось 480 дворових господарств.

## Населення

### Мова
Розподіл населення за рідною мовою за даними перепису 2001 року:
| Мова            | Кількість | Відсоток |
| --------------- | --------- | -------- |
| українська      | 289       | 91.45%   |
| російська       | 25        | 7.91%    |
| білоруська      | 1         | 0.32%    |
| інші/не вказали | 1         | 0.32%    |
| Усього          | 316       | 100%     |

## Відомі люді
У селі народився український науковець у галузі педагогіки, математик, доктор педагогічних наук Іван Тесленко (1908—1994).